# Histoire courte (film)
Pour plus de détails, voir Fiche technique et Distribution.
Histoire courte (Scurtă istorie) est un film roumain réalisé par Ion Popescu-Gopo, sorti en 1957.

## Fiche technique
- Titre : Histoire courte
- Titre original : Scurtă istorie
- Réalisation : Ion Popescu-Gopo
- Scénario :
- Photographie :
- Montage :
- Société de production :
- Pays :  Roumanie
- Genre : Animation
- Durée : 3 minutes
- Dates de sortie : 
  -  Roumanie : 1er juillet 1957

## Distinctions
Le film a reçu la Palme d'or du court métrage lors du Festival de Cannes 1957.